# Morfinanos

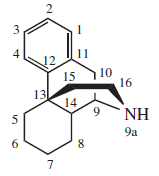
Morfinano

Los morfinanos son un grupo de fármacos derivados de la morfina, resultado de la eliminación del anillo E.
Algunos representantes de este grupo son morfinano, levorfanol (el cual es 5 veces más activo que morfina y presenta mejor absorción oral), dextrometorfano (un buen antitusígeno que no produce toxicomanía), oxilorfano, Dextrorfano, levalorfano (un potente antagonista).
Los efectos de los morfinanos se deben a la acción en receptores opioides k, que son receptores opioides no prototípicos de la morfina. Por otra parte, se comportan como antagonistas de los receptores opioides de la morfina (µ) y por ello pueden desencadenar un síndrome de abstinencia.